# 1840 dans le catholicisme
Chronologie du catholicisme
- 1836
- 1837
- 1838
- 1839
- 1840
- 1841
- 1842
- 1843
- 1844

Cet article présente les faits marquants de l'année 1840 dans le catholicisme.

## Évènements
- 14 décembre : Création de 4 cardinaux par Grégoire XVI.

## Naissances
- 2 février : Gustave Augustin Rouxel, prélat français, évêque auxiliaire de La Nouvelle-Orléans et évêque titulaire de Curium (de) († 16 mars 1908)
- 7 mai : Félix Midon, prélat et missionnaire français, premier évêque d'Osaka, précédemment évêque titulaire de Césaropolis (de) († 12 avril 1893)
- 23 novembre : Pierre-Louis Vescoz, prêtre, journaliste, géographe et naturaliste français († 8 février 1925)

## Décès
- 3 janvier : Patricio da Silva, cardinal portugais, patriarche de Lisbonne (° 15 septembre 1756)
- 22 juillet : Ercole Dandini, cardinal italien de la Curie (° 25 juillet 1759)
- 19 novembre : Giovanni Francesco Falzacappa, cardinal italien de la Curie (° 7 avril 1767)